# Ketorolac
Ketorolac sau ketorolac trometamina este un medicament antiinflamator nesteroidian care face parte din grupa farmacoterapeutică antiinflamatorii și antireumatice nesteroidiene,derivați ai acidului acetic si substanțe înrudite,cod ATC M01AB15.În România este comercializat sub denumirea de Ketorol , comprimate filmate 10 mg sau fiole cu soluție injectabilă i.m. 30 mg/ml.

## Indicații terapeutice
Este indicat în tratamentul pe termen scurt al durerilor acute, mai ales post-operatorii, de intensitate moderată până la severă.

## Doze și mod de administrare
Adulți și adolescenți cu vârste peste 16 ani
Doza uzuală recomandată este de 10 mg ketorolac trometamină la fiecare 4 sau 6 ore, în funcție de
necesități. Nu se recomandă depășirea unei doze de 40 mg pe zi.
În cazul în care tratamentul constituie o continuare a tratamentului injectabil:
-  pacienți între 16 – 64 ani, cu greutate corporală de minim 50 kg și cu funcție renală normală – inițial se administrează 20 mg ketorolac trometamină, urmată de administrarea a câte 10 mg ketorolac trometamină de maxim 4 ori pe zi, la intervale de 4 până la 6 ore;
- pacienți cu greutate corporală mai mică de 50 kg, vârstnici sau pacienți cu insuficiență renală - 10 mg de maxim 4 ori pe zi la interval de 4 până la 6 ore.
Durata totală a tratamentului (administrare parenterală urmată de administrare orală) nu trebuie să depășească 5 zile.
La pacienții la care s-a administrat ketorolac trometamină pe cale parenterală și s-a trecut la administrare orală, doza combinată zilnică de ketorolac nu trebuie să depășească 90 mg la adulți (60 mg la vârstnici, pacienți cu insuficiență renală sau cu greutate mai mică de 50 kg), doza orală nedepășind 40 mg pe zi Instituirea tratamentului oral trebuie efectuată cât mai repede posibil..
Reacțiile adverse pot fi reduse la minimum prin utilizarea celei mai mici doze eficace pentru cea mai scurtă perioadă necesară controlării simptomelor.

## Contraindicații

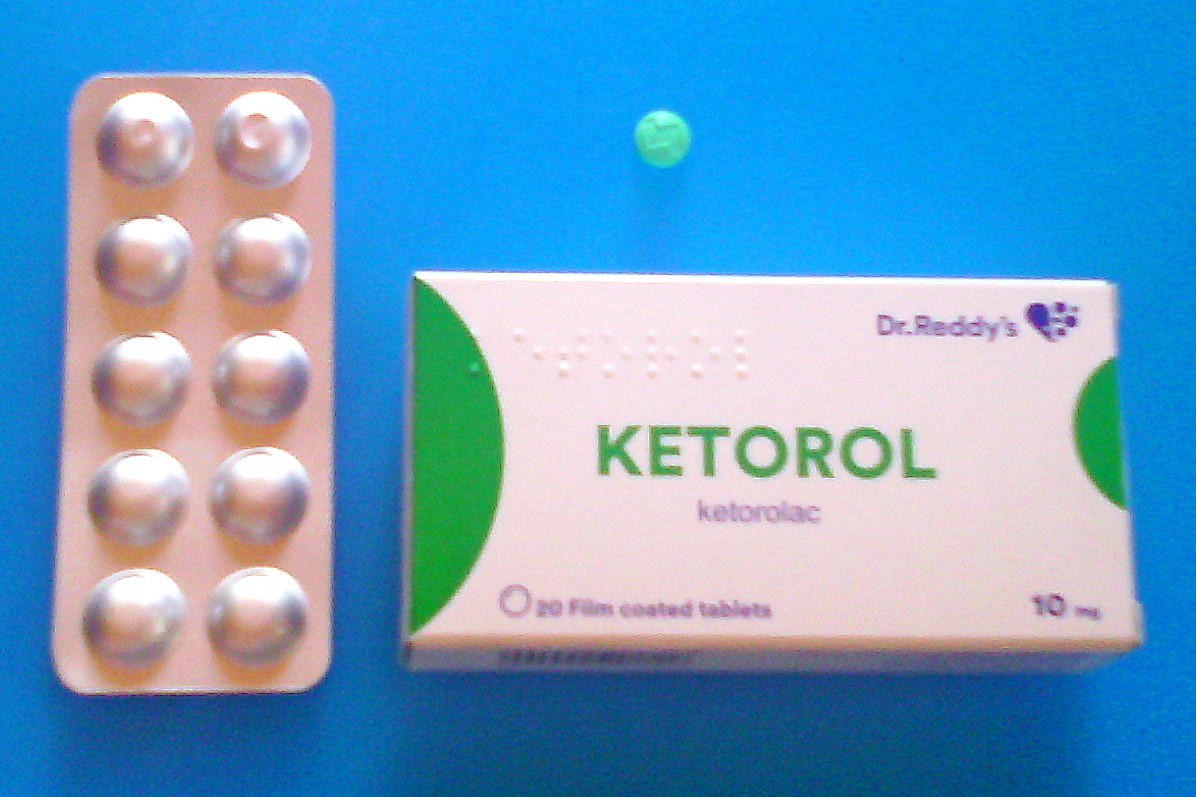
Ketorolac

Hipersensibilitate la ketorolac trometamină, la alte antiinflamatoare nesteroidiene sau la oricare dintre
excipienți.
Ulcer gastro-duodenal acut, sângerări ale mucoasei gastrointestinale sau la pacienți care în antecedente au avut ulcer gastro-duodenal.
Hemoragii cerebrovasculare suspicionate/dovedite sau diateze hemoragice, inclusiv tulburări de
coagulare.
Insuficiență renală moderată sau severă (creatinină serică ›160 micromol/l.
Insuficiență hepatocelulară severă.
Astm bronșic în antecedente.
Sindrom complet sau parțial, manifestat prin polipoză nazală, edem angioneurotic sau bronhospasm.
Copii cu vârste sub 16 ani.
Pacienți cărora li se administrează antiagregante plachetare anticoagulante, inclusiv doze mici de heparină (2500-5000 UI la 12 ore).
Hipovolemia.
Tratament concomitent cu alte AINS, oxpentifilină, probenecid, sau săruri de litiu.
Preoperator sasu intraoperator, deoarece crește riscul de sângerare prin inhibarea agregării plachetare.
Insuficiență cardiacă severă.
Sarcina și alăptarea.

## Interacțiuni cu alte medicamente
Este contraindicată asocierea ketorolac trimetaminei cu alte AINS, oxpentifilină, probenecid și săruri
de litiu.De asemenea, este contraindicată asocierea ketorolac trimetaminei cu antiagregante plachetare,
anticoagulante orale și heparină.
Se impune prudență în cazul asocierii cu următoarele medicamente:
Glucocorticoizi- risc de ulcerații și hemoragii digestive;
Trombolitice (alteplaza, streptokinaza) – risc hemoragic;
Metotrexat – crește toxicitatea hematologică;
Inhibitori ai enzimei de conversie a angiotensinei – risc de insuficiență renală acută;
Diuretice – scade efectul diuretic, risc de hiperpotasemie la diureticele antialdosteronice;
Antihipertensive – tendință de retenție hidrosalină, este necesară monitorizarea tratamentului
antihipertensiv;
Beta-blocante – scade efectul antihipertensiv;
Digoxină – crește concentrația plasmatică a acesteia și riscul efectelor toxice;
Ciclosporină, sărurile de aur, medicamente nefrotoxice – crește concentrația plasmatică a acestora și a
efectelor nefrotoxice;
Zidovudina – risc crescut de toxicitate hematologică;
Medicamente care provoacă reacții de fotosensibilizare – apar efecte aditive de fotosensibilizare.

## Reacții adverse
Tulburări gastro-intestinale: greață, vărsături, diaree, epigastralgii, rareori ulcerații gastro-intestinale, sângerari digestive, tulburări gustative.
Tulburări ale sistemului imunitar: erupții cutanate, prurit, eritem multiform, dermatită exfoliativă, sindrom Stevens - Johnson, necroliză toxică epidermică (rareori), astm, edem Quinque, șoc anafilactic (rareori).
Tulburări ale sistemului nervos: cefalee (frecvent), vertij, astenie, rareori somnolență, insomnie, anxietate, tulburări de memorie, dezorientare, stare confuzivă și alte tulburări psihice, convulsii, neuropatie periferică (parestezii).
Tulburări oculare: vedere încețoșată, diplopie.
Tulburări acustice și vestibulare : tulburări de auz (tinitus, foarte rar surditate)
Tulburări renale și ale căilor urinare: polachiurie, rareori proteniurie, valori crescute ale creatininei serice, sindrom nefrotic, nefrită interstitială, insuficiență renală, oligurie, hematurie.
Tulburări hematologice și limfatice: leucopenie, agranulocitoză, trombocitopenie, anemie feriprivă sau hemolitică, deprimarea funcției hematopoietice medulare.
Tulburări metabolice și de nutriție : hiperglicemie, glicozurie și hiperkalemie.

## Supradozaj
Simptomatologie
Greață, vărsături, gastralgii, hemoragie gastrointestinală, hipoprotrombinemie, insuficiență renală
acută, convulsii.
Tratament
Se administrează tratament simptomatic și de susținere a funcțiilor vitale.